# UFC on ESPN: Barboza vs. Gaethje
UFC on ESPN: Barboza vs. Gaethje (noto anche come UFC on ESPN 2) è stato un evento di arti marziali miste tenuto dalla Ultimate Fighting Championship il  marzo 2019 alla Wells Fargo Center di Filadelfia, negli Stati Uniti d'America.

## Risultati
|                                   | Divisione             |                   |                 |                       | Metodo                                      | Round           | Tempo           | Premio          |
| Card Principale                   | Card Principale       | Card Principale   | Card Principale | Card Principale       | Card Principale                             | Card Principale | Card Principale | Card Principale |
| --------------------------------- | --------------------- | ----------------- | --------------- | --------------------- | ------------------------------------------- | --------------- | --------------- | --------------- |
|                                   | Pesi leggeri          | Justin Gaethje    | batte           | Edson Barboza         | KO (pugno)                                  | 1               | 2:30            | FOTN            |
|                                   | Pesi medi             | Jack Hermansson   | batte           | David Branch          | Sottomissione (ghigliottina)                | 1               | 0:49            | POTN            |
|                                   | Pesi piuma            | Josh Emmett       | batte           | Michael Johnson       | KO (pugno)                                  | 3               | 4:14            |                 |
|                                   | Pesi paglia femminili | Michelle Waterson | batte           | Karolina Kowalkiewicz | Decisione unanime (30-27, 30-27, 30-27)     | 3               | 5:00            |                 |
|                                   | Pesi mediomassimi     | Paul Craig        | batte           | Kennedy Nzechukwu     | Sottomissione (triangolo)                   | 3               | 4:20            | POTN            |
|                                   | Pesi piuma            | Sodiq Yusuff      | batte           | Sheymon Moraes        | Decisione unanime (29-27, 29-28, 29-28)     | 3               | 5:00            |                 |
| Card Preliminare (ESPN)           |                       |                   |                 |                       |                                             |                 |                 |                 |
|                                   | Pesi paglia femminili | Marina Rodriguez  | batte           | Jessica Aguilar       | Decisione unanime (29-26, 29-27, 29-27)     | 3               | 5:00            |                 |
|                                   | Pesi leggeri          | Desmond Green     | batte           | Ross Pearson          | KO tecnico (pugni)                          | 1               | 2:52            |                 |
|                                   | Pesi piuma            | Kevin Aguilar     | batte           | Enrique Barzola       | Decisione unanime (29-28, 29-29, 29-28)     | 3               | 5:00            |                 |
|                                   | Pesi medi             | Kevin Holland     | batte           | Gerald Meerschaert    | Decisione non unanime (29-27, 28-29, 30-27) | 3               | 5:00            |                 |
| Card Preliminare (UFC Fight Pass) |                       |                   |                 |                       |                                             |                 |                 |                 |
|                                   | Catchweight (137 lbs) | Casey Kenney      | batte           | Ray Borg              | Decisione unanime (29-28, 29-28, 30-27)     | 3               | 5:00            |                 |
|                                   | Pesi mosca femminili  | Maryna Moroz      | batte           | Sabina Mazo           | Decisione unanime (30-27, 29-28, 29-28)     | 3               | 5:00            |                 |
|                                   | Pesi gallo            | Alex Perez        | batte           | Mark De La Rosa       | Decisione unanime (30-27, 30-27, 30-27)     | 3               | 5:00            |                 |

## Premi
I lottatori premiati ricevettero un bonus di 50.000 dollari.
Legenda:
- FOTN: Fight of the Night (vengono premiati entrambi gli atleti per il miglior incontro dell'evento)
- POTN: Performance of the Night (viene premiato il vincitore per la migliore performance dell'evento)